# 保禄·立德·阿恩斯
保祿·立德·阿恩斯（葡萄牙語：Paulo Evaristo Arns；1921年9月14日—2016年12月14日）是巴西籍天主教司鐸級樞機、方濟會會士及聖保羅總教區榮休總主教。

## 生平

### 早年生活
阿恩斯是德裔巴西人，1921年9月14日在巴西聖卡塔琳娜州福基利尼亞出生。他和妹妹齊爾達·阿恩斯一樣都是人道援助工作者，而齊爾達在2010年海地地震中喪生。
他分別於1941年至1943年期間在庫里蒂巴學習哲學和1944年至1947年期間在彼得羅波利斯學習神學。他在1943年12月10日加入方濟會，1945年11月30日晉鐸。
然後，他在巴黎索邦神學院學習文學、拉丁語、希臘語、敘利亞語和古代史並在1946年獲頒古典語言博士學位。他於後來回到巴黎大學攻讀文學博士，大學後來向他頒發博士學位。

### 晉牧
他於1966年7月3日晉牧，並獲教宗保祿六世任命為聖保羅總教區輔理主教，領萊斯佩克塔領銜教區主教銜。他於1970年10月22日升任聖保羅總教區總主教。
阿恩斯出任聖保羅總教區總主教的28年內擴展總教區的各項服務，當中包括建立43所教堂、超過1,200所社區中心和組織了2,000多所基階教會社群。他還制定了方案教育愛滋病，並成立總教區部門專責服務無家可歸兒童和囚犯。他又與姐姐齊爾達·阿恩斯博士以巴西天主教主教團名義創立一個關愛護理兒童的組織。
他又開始了二十年的神學學術生涯。阿恩斯曾是巴西軍事獨裁和使用酷刑的反對者以及一個窮人的倡導者。

### 擢升樞機
教宗保祿六世於1973年3月5日將他擢升為司鐸級樞機，領里斯本的聖安多尼堂區司鐸銜。他曾參與1978年8月和1978年10月教宗選舉秘密會議，當時選出的分別是教宗若望·保祿一世和教宗若望·保祿二世。
後來，他曾公開質疑教宗若望·保祿二世關於聖職人員獨身和其他神學問題。

### 晚年及去世

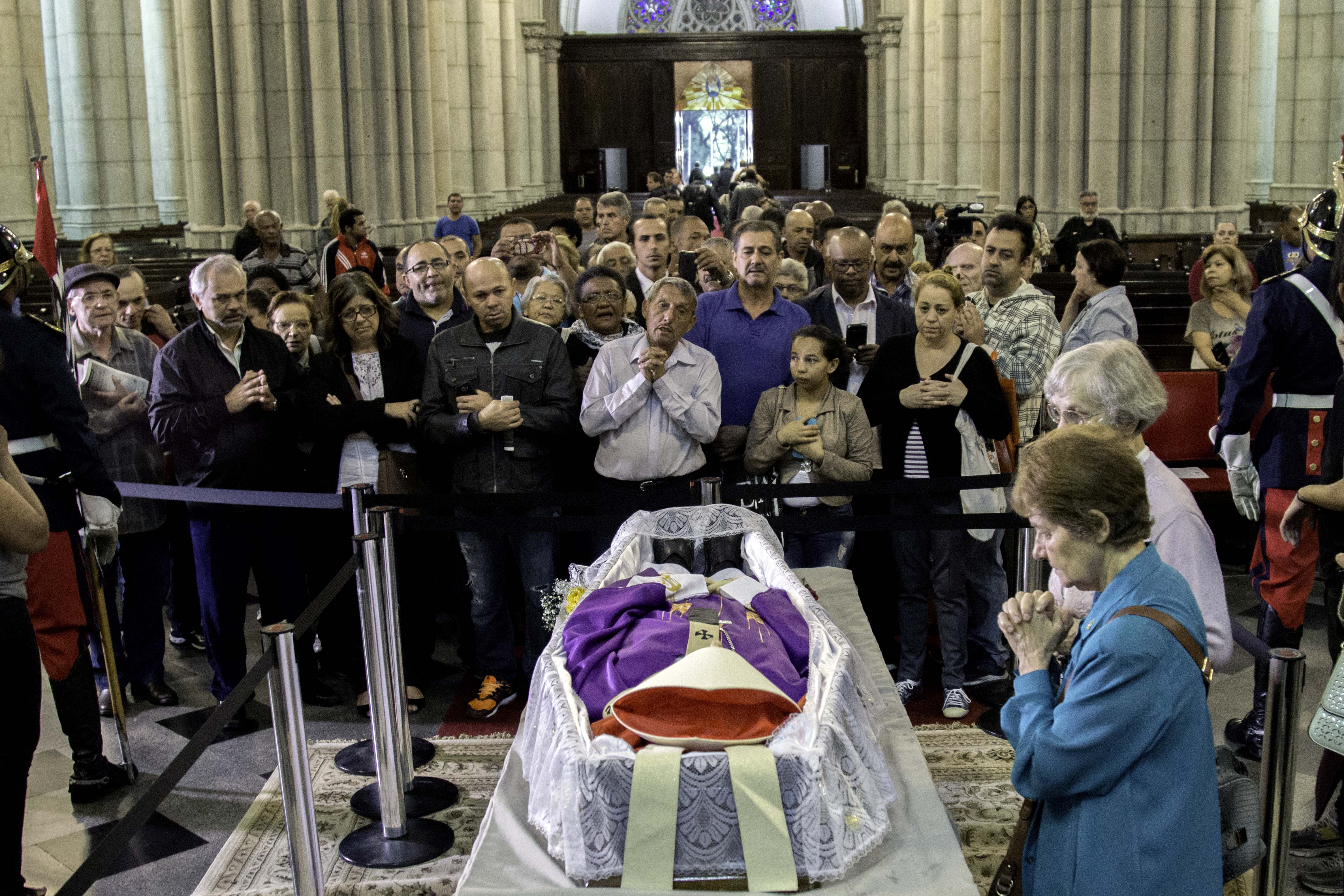
人們排隊向阿恩斯總主教致敬。

他於1998年4月9日榮休，克勞狄·胡默斯接替成為聖保羅總教區正權總主教。2012年7月9日，他成為樞機團首席司鐸。
威廉·威克菲爾德·鮑姆於2015年7月23日去世後，阿恩斯成為最後一位由教宗保祿六世擢升的在世樞機。阿恩斯於2016年12月14日因長期患病而在聖保羅醫院去世，終年95歲；遺體於同月16日在聖保羅主教座堂墓穴安葬。